# Sacerdotalis Caelibatus

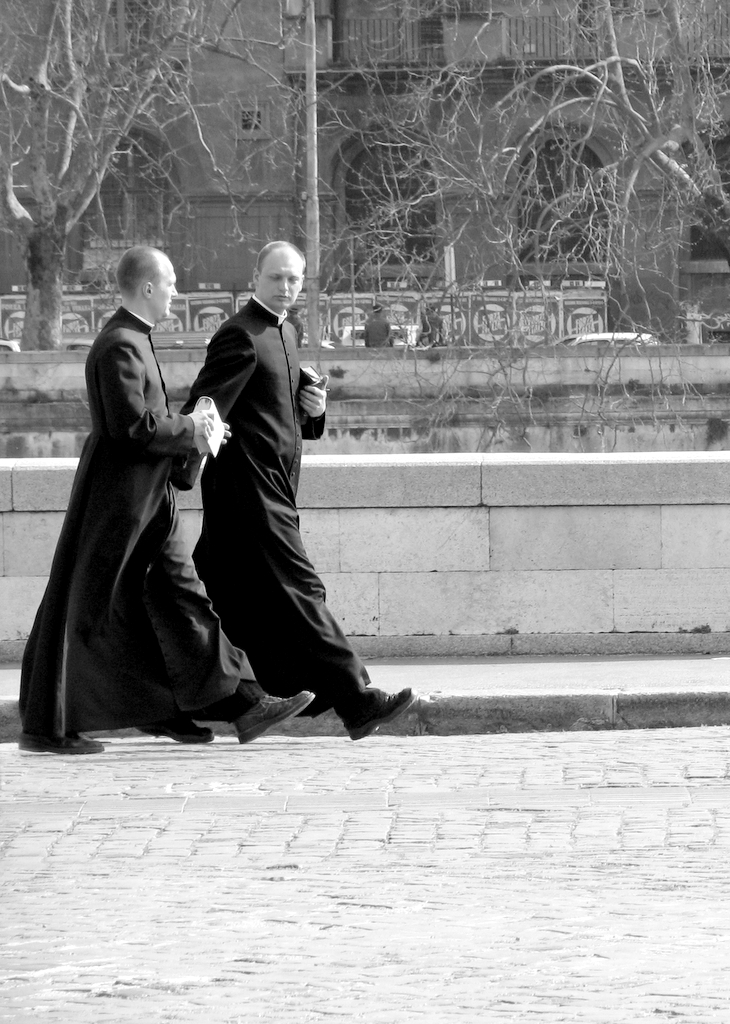
Sacerdotes em Roma (2005).

Sacerdotalis Caelibatus (em português: "O Celibato Sacerdotal") é uma encíclica do Papa Paulo VI, de 24 de junho de 1967, sobre o celibato dos sacerdotes na Igreja Católica.
Nesta encíclica responde às objeções que se levantavam contra o celibato entre os sacerdotes, recorda a tradição latina e a tradição oriental e os escritos dos Padres da Igreja sobre o tema. 
Nesta carta encíclica, solenemente, confirma a validez do celibato para a Igreja: "Julgamos portanto que a lei vigente do celibato consagrado deve, ainda hoje, acompanhar firmemente o ministério eclesiástico; deve tornar possível ao ministro a sua escolha, exclusiva, perene e total, do amor único e supremo de Cristo e a sua dedicação ao culto de Deus e ao serviço da Igreja, e deve ser característica do seu estado de vida, tanto na comunidade dos fiéis como na profana."
Paulo VI dá, no documento, as razões para o celibato sacerdotal, lembra o seu significado cristológico, eclesiológico e escatológico, da sua importância para a vocação sacerdotal e depois discorre sobre a necessidade de se bem formar os sacerdotes.